# Дніпропетровський регіональний інститут державного управління
Дніпропетровський регіональний інститут державного управління Національної академії державного управління при Президентові України  є складовою загальнонаціональної системи підготовки висококваліфікованих фахівців у сфері державного управління та місцевого самоврядування, який готує кадри для органів державної влади та органів місцевого самоврядування Дніпропетровської, Донецької, Запорізької, Кіровоградської та Черкаської областей.
Заклад було створено у 1993 році як Дніпропетровський філіал Інституту державного управління і самоврядування при Кабінетові Міністрів України. Головним завданням інституту є підготовка, перепідготовка та підвищення кваліфікації кадрів для державної служби України.
Він є регіональною установою, яка поширює свою діяльність на територію Дніпропетровської, Донецької, 3апорізької, Кіровоградської та Черкаської областей.
Освіту слухачі і студенти інституту здобувають на двох факультетах — державного управління та менеджменту.
Перший випуск денної форми навчання за спеціальністю «Державне управління» відбувся в 1995 році. За 15 років існування навчального закладу кваліфікацію магістра державного управління здобули понад дві тисячі слухачів. Нині випускники інституту успішно працюють у Секретаріаті Президента України, Кабінеті Міністрів України, міністерствах та інших центральних органах виконавчої влади, в органах державної влади регіонального та місцевого рівнів, органах місцевого самоврядування. Серед випускників інституту — народні депутати України, депутати місцевих рад, міські, селищні, сільські голови. Високий рівень теоретичної підготовки, отримані під час навчання практичні навички дозволяють нашим випускникам вирішувати найскладніші питання державного та регіонального розвитку.
До фахової підготовки слухачів і студентів інституту зараз залучено 78 висококваліфікованих науково-педагогічних працівників, із них 15 докторів наук, 48 кандидатів наук, 11 професорів, 25 доцентів. Лави викладачів поповнюють і найкращі випускники магістерської програми інституту.
Факультет державного управління здійснює підготовку магістрів за спеціальностями «Державне управління» та «Публічне адміністрування» за денною, заочною, заочно-дистанційною та вечірньо-заочною формами навчання. При цьому сучасна теоретична підготовка в галузі публічного управління органічно поєднується з практикою. Щорічно слухачі денної форми навчання спеціальності «Державне управління» відповідно до навчальних програм проходять двомісячне стажування в органах державної влади та місцевого самоврядування. Майбутні магістри мають також можливість стажуватися за кордоном. Інститут постійно запроваджує нові форми навчання.
Факультет менеджменту пропонує підготовку бакалаврів і магістрів зі спеціальностей «Менеджмент організацій» та «Управління проектами» за денною та заочною формами навчання. Випускники факультету як висококваліфіковані фахівці, конкурентоспроможні на ринку праці, реалізують себе в різних галузях Дніпропетровського промислового регіону та країни в цілому. У межах діючої державної Програми залучення молоді до державної служби і служби в органах місцевого самоврядування та обласної програми «Молодь Дніпропетровщини» інститутом організовано проходження комплексної практики з фаху студентами факультету менеджменту в органах публічної влади.
Центр підвищення кваліфікації кадрів, що є структурним підрозділом інституту, забезпечує підвищення кваліфікації державних службовців, посадових осіб місцевого самоврядування, керівників підприємств, установ та організацій за програмами короткотермінових семінарів з найважливіших аспектів життєдіяльності регіону та країни. Найбільшу зацікавленість слухачів викликають тематичні семінари-практикуми, постійно діючі семінари з ділового мовлення, європейської та євроатлантичної інтеграції України, з питань інноваційної політики, інформаційних технологій, державних закупівель. Загалом, в інституті підвищили свою кваліфікацію понад 43 тисячі державних службовців, посадових осіб місцевого самоврядування, працівників підприємств, установ і організацій регіону.
У власній спеціалізованій бібліотеці інституту зосереджено найповніше в регіоні зібрання вітчизняної та зарубіжної літератури з питань державного управління та місцевого самоврядування, державної служби та кадрової політики, регіональної економіки, права, соціальної та гуманітарної політики, менеджменту, управління проектами.
Інститут успішно здійснює видавничу діяльність. За період з 1995 року науковцями і викладачами інституту було видано майже 2000 назв наукових і навчально-методичних видань. Результати наукових досліджень співробітників, аспірантів, докторантів і здобувачів публікуються у фаховому збірнику наукових праць «Державне управління та місцеве самоврядування», в електронному фаховому виданні «Публічне адміністрування: теорія та практика».
З метою підвищення ефективності державного управління та місцевого самоврядування в інституті постійно проводяться фундаментальні та прикладні наукові дослідження, надаються експертні та консультативно-дорадчі послуги органам державної влади та місцевого самоврядування. У межах комплексного наукового проекту академії «Державне управління та місцеве самоврядування» творчими колективами інституту було виконано 36 фундаментальних і прикладних науково-дослідних робіт з актуальних проблем державного управління, місцевого і регіонального розвитку, кадрової політики, аналізу державної політики, стратегічного планування, муніципального менеджменту, управління соціально-економічним розвитком територій. Результати науково-дослідних робіт, дисертаційних досліджень широко обговорюються під час наукових і науково-практичних конференцій, семінарів, круглих столів, яких в інституті проводиться близько 30 щороку.
Традиційними вже є регіональна науково-практична конференція «Актуальні проблеми європейської та євроатлантичної інтеграції України» та щорічна науково-практична конференція «Теорія та практика державної служби». Партнерами інституту у проведенні цих конференцій є Головне управління державної служби України, Дніпропетровська обласна рада, Дніпропетровська обласна державна адміністрація, інші органи державної влади та місцевого самоврядування, міжнародні інституції.
З 1998 року в інституті плідно працює аспірантура та докторантура, випускники яких успішно захистили докторські та кандидатські дисертації.
З січня 2004 р. в інституті працює спеціалізована вчена рада із захисту кандидатських дисертацій. На цей час захищено 38 дисертаційних робіт, 19 з них — за спеціальністю «державна служба». Багато молодих кандидатів наук з державного управління, які захистили дисертації в спецраді інституту, продовжують працювати в рідному навчальному закладі, займаючись науковою та викладацькою роботою.
Міжнародна діяльність інституту здійснюється через підвищення кваліфікації викладачів та працівників, спільної роботи із зарубіжними експертами з написання підручників та розроблення навчальних курсів, участі в міжнародних заходах, стажування слухачів та викладачів інституту, залучення фахівців іноземних вищих навчальних закладів до викладання та консультування в інституті. Дотепер професійне стажування за кордоном пройшли 566 осіб, з них: слухачів — 155 осіб; аспірантів, докторантів інституту — 24 особи; викладачів і співробітників — 116 осіб; державних службовців з інших органів державної влади й місцевого самоврядування (у тому числі випускників інституту) — 271 особа.
Інститут успішно розвиває зв'язки з більш ніж 20 зарубіжними державними, освітніми, науковими та науково-дослідними установами. Давніми партнерами інституту є вищі навчальні заклади з підготовки державних службовців Великої Британії, Франції, Канади, США, Німеччини, Польщі, Чехії, Угорщини, Росії.
Матеріально-технічна  [Архівовано 9 травня 2012 у Wayback Machine.] та соціально-побутова база закладу відповідає сучасним вимогам організації навчального процесу та виховної роботи. Інститут, зокрема, має спортивний комплекс, їдальню, 2 власні гуртожитки зі спеціально облаштованими кімнатами для самопідготовки слухачів і студентів.

## Факультети і кафедри

### Факультет державного управління
кафедра державного управління та місцевого самоврядування; [Архівовано 16 червня 2012 у Wayback Machine.]

кафедра економіки та регіональної економічної політики; [Архівовано 16 червня 2012 у Wayback Machine.]

кафедра філософії, соціології державного управління; [Архівовано 25 червня 2012 у Wayback Machine.]

кафедра права та європейської інтеграції. [Архівовано 16 червня 2012 у Wayback Machine.]

### Факультет менеджменту
кафедра менеджменту та управління проектами; [Архівовано 19 червня 2012 у Wayback Machine.]

кафедра інформаційних технологій та інформаційних систем; [Архівовано 16 червня 2012 у Wayback Machine.]

кафедра української та іноземної мов. [Архівовано 20 червня 2012 у Wayback Machine.]

## Бібліотека
Бібліотека інституту  [Архівовано 25 березня 2009 у Wayback Machine.] розміщена у двох кімнатах:
- читальний зал, площею 165,7 м², має 60 робочих місць;
- службове приміщення бібліотеки, площею 127,7 м², розраховано на 70 000 примірників книжкового фонду.

Каталоги та картотеки бібліотеки розміщені у читальному залі.
Бібліотека інституту має найповніші в регіоні фонди вітчизняної та іноземної літератури з питань державного управління та місцевого самоврядування. Бібліотечний відділ постійно отримує видання Світового Банку, Європейського Союзу, НАТО, Інституту відкритого суспільства, Мережі інститутів і шкіл державного управління країн Центральної та Східної Європи (NISPAcee), Програми SIGMA, Організації економічного співробітництва та розвитку (OECD).
У бібліотеці інституту в достатній кількості представлені методичні вказівки з підготовки курсових, дипломних і магістерських робіт слухачів та студентів, які містять вимоги до їх написання та захисту й відповідають за змістом Галузевим стандартам вищої освіти.
Фонд бібліотеки нараховує більше 32 000 примірників, із яких 22134 примірників навчальної літератури та 5338 примірників наукової літератури. Бібліотека отримує 85 найменування періодичних видань українською та російською мовами та 4 найменування періодичних видань англійською і французькою мовами.

## Видання інституту
[Архівовано 25 березня 2009 у Wayback Machine.]

Збірник наукових праць «Актуальні проблеми державного управління»

Збірник наукових праць «Державне управління та місцеве самоврядування»

Електронний збірник наукових праць «Публічне адміністрування: теорія та практика»

Матеріали конференцій

## Адреса
49044, м. Дніпро, вул. Гоголя,29

http://dridu.dp.ua [Архівовано 24 березня 2009 у Wayback Machine.]